# Ciapus (Cijaku)
Ciapus is een bestuurslaag in het regentschap Lebak van de provincie Banten, Indonesië. Ciapus telt 2557 inwoners (volkstelling 2010).